# Église Saint-Hilaire de Saint-Hilaire-des-Loges
L'église Saint-Hilaire est une église catholique paroissiale, datant du Xe siècle, située à Saint-Hilaire-des-Loges, dans le département de la Vendée, en France. Elle est dédiée à saint Hilaire de Poitiers et appartient à la paroisse Sainte-Claire de Fontenay, dans le doyenné de Fontenay-le-Comte, incorporé au diocèse de Luçon.

## Historique

### Époque mérovingienne
A l'époque mérovingienne, se trouvait, à l'emplacement actuel des Halles de Saint-Hilaire-des-Loges, une petite église de style mérovingien, servant aux quelques habitations et bâtiments des environs. Cette église fut édifiée aux alentours de l'an 540 sous le règne de Childebert Ier et probablement sous l'épiscopat de l'évêque Daniel de Poitiers.

### Création de la paroisse de Saint-Hilaire et évolution au long du Moyen-Âge
En 980, Guillaume IV d'Aquitaine, duc d'Aquitaine et comte de Poitiers, guerrier reconnu et respecté, consacre cette modeste église à saint Hilaire de Poitiers, saint local et ancien évêque de Poitiers, sur le territoire du Poitou dont il avait récemment soumis les seigneurs. Cette décision prend place durant l'épiscopat de l'évêque Gilbert de Poitiers conseiller et proche de ce même duc d'Aquitaine et illustre la volonté du duc, allié de l'évêque, d'imposer son pouvoir aux seigneurs locaux. Ainsi naît la paroisse Saint-Hilaire.
En 989, apparaît pour la première fois le nom de "Burgus Hilarius Super Altizam" (en latin : Bourg d'Hilaire sur l'Autise) afin de désigner le village environnant la paroisse. Le nom du bourg est tiré de l'église qui y est situé et du fleuve qui le traverse : l'Autize (Autise en poitevin). La présence d'une église et d'un fleuve seront les principaux facteurs de développement du village.
En 1070, un conflit oppose l'évêque de Poitiers Isembert II, le duc d'Aquitaine Guillaume VIII et les chanoines de l'évêché de Poitiers théoriquement soumis à leur évêque mais en opposition avec ce dernier. Les édifices religieux du marais poitevin sont alors sous l'autorité directe de l'abbaye de Maillezais, dirigée par les ducs d'Aquitaine qui en sont les abbés, et qui régissent donc les paroisses de la région et leurs revenus. L'église Saint Hilaire afin de contourner le pouvoir du duc mais aussi de l'évêque, s'en remet alors au conseil des chanoines de la collégiale Saint-Hilaire-le-Grand de Poitiers pour un obtenir un certain nombres de droits. C'est ainsi que l'église obtint le "droit de sépulture" (droit accordée à une paroisse d'enterrer les morts sur son territoire et de récolter l'argent nécessaire à l'inhumation ainsi qu'une taxe garantissant un bénéfice) mais aussi l'autorisation de construire et d'entretenir une nouvelle église, c'est cette nouvelle église qui subsiste de nos jours. Le bourg change alors de nom et "Burgus Hilarius Super Altizam" devient alors "Sanctus Hilarius Super Altizam" (en latin : Saint-Hilaire sur l'Autise), nom illustrant l'importance prise par la paroisse sur le bourg.
Dès la fin du XIe siècle c'est une église romane, plus petite que celle qui existe actuellement, elle compte déjà trois nefs (une centrale et deux nefs de bas-côtés) mais de seulement trois travées, contre quatre aujourd'hui. Le transept était à l'origine non-saillant, contre un transept peu saillant aujourd'hui. De cette époque reste la coupole octogonale sur trompes, située sous le clocher, qui n'a depuis, jamais été remaniée tout comme le mur nord de l'église, dernier mur d'origine inchangé.
En 1151, le roi de France Louis VII, de retour d'Orient, fait halte dans la ville et en visite l'église.
En 1317, le pape Jean XXII scinda le diocèse de Poitiers et créa le diocèse de Luçon (Dioecesis Lucionensis) et celui de Maillezais. L'abbé de Luçon, Pierre de La Veyrie, fut promu évêque sous le nom de Pierre Ier de La Veyrie. La paroisse de Saint-Hilaire-des-Loges fût rattachée au diocèse de Luçon.

### Influences calvinistes et guerres de religion
Le bourg particulièrement bien desservi par routes et par voies d'eau, grâce au passage de l'Autize, devient avec le temps un centre commercial prospère, les tisserands s'y implantent nombreux, notamment pour la confection du droguet, ce qui contribuera également à l'enrichissement de la paroisse et aux ajouts gothiques à l'architecture de l'église. Les voûtes d'arête centrales des 2e et 3e travées sont ajoutées au XIIe siècle, ainsi que le mur et les fenêtres de la nef nord.
En 1520, les travaux sur l'église aboutissent à la construction d'un grand chœur gothique et de deux contreforts gothiques avec pinacle, dont un enfermant l'escalier du clocher et portant une niche et un cadran solaire.
Au XVIe siècle, les bourgeois adhèrent massivement au protestantisme, outil d'émancipation face à la noblesse catholique et mouvement chrétien valorisant la réussite économique et la discipline. Ainsi les marchands et tisserands ont adhérer nombreux au protestantisme et Saint-Hilaire-sur-l'Autise va devenir un des premiers et des plus importants centres calvinistes de la région, notamment grâce aux prédications de Jean Calvin sur Poitiers en 1534. La paroisse va alors se diviser et, dans la ville, va se former un temple calviniste,.
Les guerres de religion frapperont durement la Saint-Hilaire-sur-l'Autise. Le culte catholique fût interdit dans la ville de 1569 à 1579, à l'ouest de l'église, dans le bâtiment aujourd'hui utilisé comme mairie, le sieur Guillaume de Brion, puissant chef protestant, fit construire sa résidence. L'église en fit les frais et son chœur fût intégralement détruit. Les deux partis semblèrent néanmoins cesser leurs confrontations à partir de 1576 et la cohabitation entre croyants catholiques et protestants organisée par l'Édit de Nantes en 1598 participa au retour de la paix dans la ville.
De 1623 à 1630, les confrontations reprennent et aboutissent sur la victoire finale des catholiques. Le retour en puissance des catholiques se traduit par la restauration en 1632 du chœur de l'église détruit par les protestants. Les dragonnades se multiplient et le temple est démoli en 1634. En 1682, trois fidèles protestants ayant assisté à un prêche sont condamnés à mort publiquement le 23 février 1683.

### Rénovations successives et paroisse actuelle
Les fenêtres et les voûtes sont restaurées en 1769. En 1828, l'État supprime la commune voisine de Saint-Étienne-des-Loges, qui, fusionnée avec Saint-Hilaire-sur-l'Autise devient Saint-Hilaire-des-Loges.
En 1858, le clocher actuel est bâti sur les fondations restantes du clocher roman, devenu vétuste. En 1861, le mur ouest est consolidé, la seconde pierre de sa corniche porte ainsi l'inscription « 1861 ». En 1875, les nefs furent couvertes par des croisées d'ogives.
Au début du XXe siècle furent installés les vitraux, en 1934, et l'autel, tous deux toujours en place aujourd'hui.
L'église Saint-Hilaire est inscrite par arrêté à l'inventaire des monuments historiques depuis le 29 octobre 1926.
Le 1er septembre 2022, suite à sa promulgation, François Jacolin, évêque de Luçon, forme, par décret, de nouvelles paroisses, dont la paroisse Sainte-Claire de Fontenay a laquelle est intégrée l'église.

## Architecture

### Vitraux
Les vitraux sont issus des ateliers de verrerie Razin de Nantes, ils sont datés de 1934.
| Emplacement du vitrail | Vitrail | Inscription                                   | Commentaire |
| ---------------------- | ------- | --------------------------------------------- | --- |
| mur est                |         | Sanctvs Hilarivs                              | Représentation en pied de Saint Hilaire de Poitiers en tenue d'évêque. Le vitrail est de style néogothique tardif. |
| mur nord               |         | Je crois en Dieu                              | Représentation d’une scène évoquée dans Job 2:7 à 10 ; celle de Job assis sur le tas de cendres. Paraphrase d'une citation tirée de la première phrase du Credo : « Je crois en un seul Dieu, le père tout-puissant, créateur du ciel et de la terre, de l'univers visible et invisible. » Le vitrail est de style néogothique tardif, ses motifs floraux portent des influences art nouveau. Le vitrail est dédié à la mémoire du chanoine Géant, curé de la paroisse en 1874. |
| mur nord               |         | Bienheureux ceux qui meurent dans le seigneur | Citation tirée de Apocalypse 14:13 : « Puis j'entendis du ciel une voix qui disait : Heureux les morts qui meurent dans le Seigneur, et ce dès maintenant ! Oui, dit l'Esprit, ainsi ils se reposent de leurs travaux, mais leurs œuvres les suivent. » Le vitrail est de style néogothique tardif, ses motifs floraux portent des influences art nouveau. Le vitrail est un don de Mademoiselle Baribaud.                                                                      |
| mur nord               |         | Je me donne à Jesus                           | Le vitrail représente deux enfants à genoux sur des prie-dieu, face à un Christ revêtu d'un manteau rouge, symbole de la passion et de la royauté du Christ (durant l'antiquité les empereurs romains portaient la toge rouge), et tenant dans sa main le Saint Calice, coupe de vin présente dans la Cène. Le vitrail est de style néogothique tardif. |
| mur nord               |         | Aimons nous les uns les autres                | Citation tirée de Jean 4:7 : « Mes chers amis, aimons-nous les uns les autres, car l'amour vient de Dieu. Celui qui aime est né de Dieu et il connaît Dieu. » Le vitrail est de style néogothique tardif. Le vitrail est un don de la fanfare Saint Louis. |
| mur nord               |         | sans nom                                      | Le vitrail est de style néogothique tardif. |
| mur nord               |         | Cela n'est pas permis                         | Citation tirée de Marc 2:24 : « Les pharisiens lui dirent : Regarde ce qu'ils font le jour du sabbat ! Cela n'est pas permis. » Le vitrail est de style néogothique tardif. |
| mur ouest              |         | L'enfer ne prévaudra point                    | Paraphrase d'une citation tirée de Mathieu 16:18 : « Et moi, je te dis que tu es Pierre, et que sur cette pierre je bâtirai mon Église, et que les portes du séjour des morts ne prévaudront point contre elle. » Le vitrail est de style néogothique tardif, ses motifs floraux portent des influences art nouveau. Le vitrail est un don de Mademoiselle Le Coisiel. |
| mur sud                |         | Victimes avec celui qui est mort pour tous    | Le vitrail est de style néogothique tardif, ses motifs floraux portent des influences art nouveau. |
| mur sud                |         | Notre père qui êtes aux cieux                 | Citation issue de Luc 11:2 et de Mathieu 6:9, première phrase du Notre Père : « Notre Père qui êtes aux cieux. » Le vitrail est de style néogothique tardif, ses motifs floraux portent des influences art nouveau. |
| mur sud                |         | Il n'y a qu'une chose de nécessaire           | Paraphrase d'une citation tirée de Luc 10:42 : « Il n'y a qu'une seule chose de nécessaire. Marie a choisi la bonne part, qui ne lui sera point ôtée. » Le vitrail est de style néogothique tardif, ses motifs floraux portent des influences art nouveau. Le vitrail est un don de Monsieur le curé Grillard. |
| mur sud                |         | La couronne des parents ce sont leurs enfants | Paraphrase d'une citation tirée de Proverbes 17:6 : « Les enfants des enfants sont la couronne des vieillards et les pères sont la gloire des enfants. » Le vitrail est de style néogothique tardif, ses motifs floraux portent des influences art nouveau. |
| mur sud                |         | Souffrir passe avoir souffert ne passe pas    | Citation issue d'un proverbe traditionnellement attribué à Thérèse de Saint Augustin « Souffrir passe, avoir souffert ne passe pas. » Le vitrail est de style néogothique tardif, ses motifs floraux portent des influences art nouveau. Le vitrail est un don des époux L'étang-Bouquet. |
| mur sud                |         | sans nom                                      | Le vitrail reprend un sujet chrétien célèbre : celui de saint Louis rendant la justice sous le chêne de Vincennes. Le vitrail est de style néogothique tardif. Le vitrail est dédié à la mémoire du curé doyen Louis Rivalin, curé de la paroisse de 1905 à 1931. |